# Handelia
Handelia é um género botânico pertencente à família Asteraceae.